# Maryam Najd
Maryam Najd (Teheran, 1965) is een Iraanse kunstschilderes. Ze schildert zowel abstracte als figuratieve schilderijen. Er zijn werken van haar te vinden in de vaste collectie van het Museum van Hedendaagse Kunst Antwerpen. 

## Biografie
Najd bleef tot 1991 in Teheran, waar ze een mastergraad behaalde in de beeldende kunsten en schildertechnieken. Tussen 1992 en 1996 vervolgde ze de master in Antwerpen aan de Academie voor Schone Kunsten. In 1996 studeerde ze een periode in Rome (uitwisseling) om in 1996—1997 aan het Hoger Instituut voor Schone Kunsten in Antwerpen af te studeren. 

## Tentoonstellingen (selectie)
Naast een reeks solo-tentoonstellingen participeerde ze ook in groepstentoonstellingen:
- De Stad als Performance (2015)
- 7th Beijing International Art Biennale (2017)
- Nu noch De rest (2020)